# Kou (Bakata)
Pour les articles homonymes, voir Kou.
Ne doit pas être confondu avec Kou (Tenkodogo).
Kou est une commune rurale située dans le département de Bakata de la province du Ziro dans la région du Centre-Ouest au Burkina Faso.

## Éducation et santé
La commune accueille une école primaire.